# Csaba Giczi
Csaba Giczy, född den 5 augusti 1945 i Cham, Ungern, är en ungersk kanotist.
Han tog bland annat VM-guld i K-4 1000 meter i samband med sprintvärldsmästerskapen i kanotsport 1973 i Tammerfors.